# Cambroncino

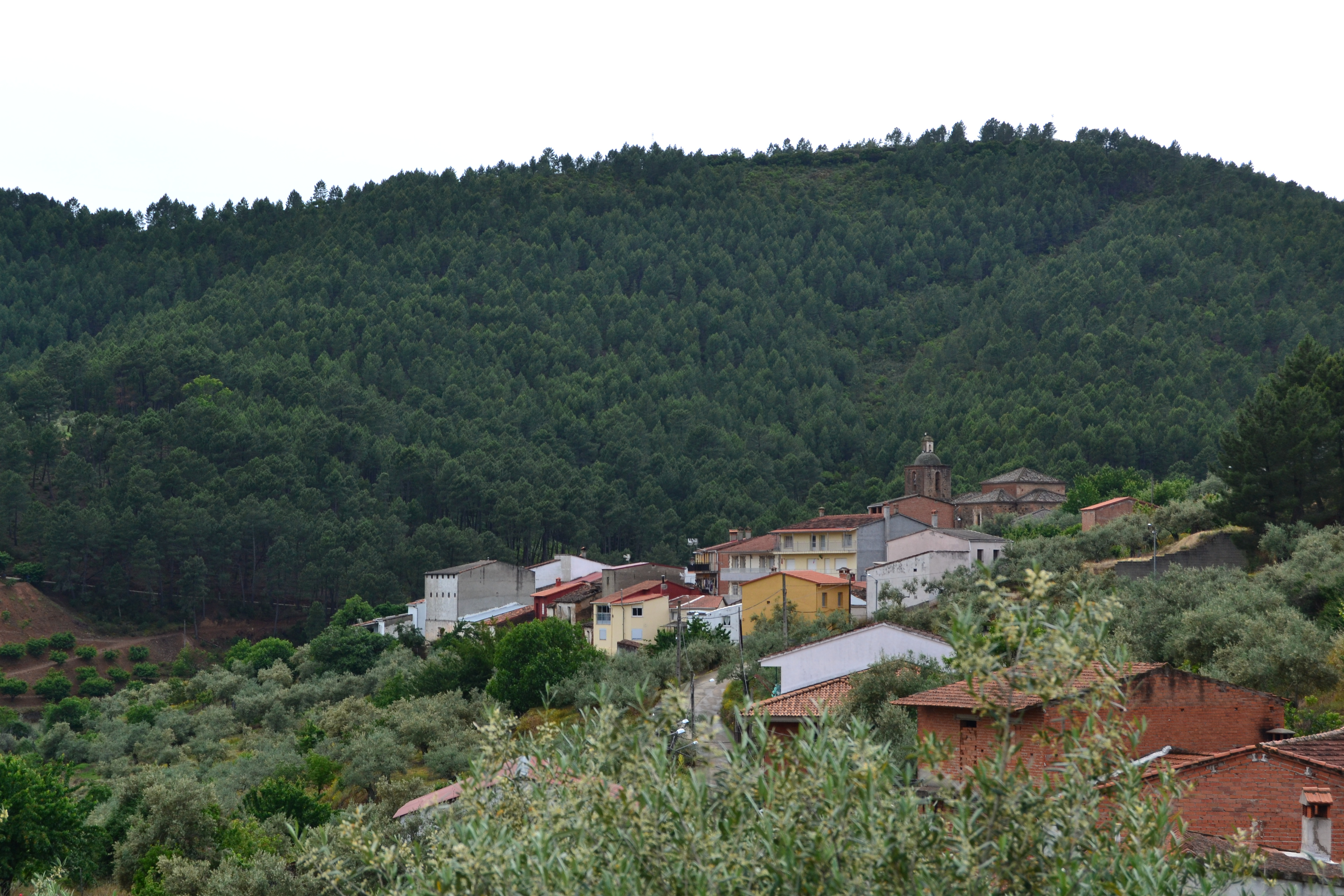
Vista desde el barrio de Abajo.

Cambroncino (Cambroncinu en leonés) es una alquería del concejo de Caminomorisco, mancomunidad de Las Hurdes, en la provincia de Cáceres, comunidad autónoma de Extremadura (España). La población ha registrado una pérdida constante de población, habiendo desaparecido la industria asociada al aceite cuya impronta todavía puede adivinarse en las ruinas de una antigua almazara situada junto al arroyo. De aquel pasado se encuentran también los fértiles huertos, irrigados mediante acequias. Hoy, la producción aceitera se realiza en instalaciones situadas fuera del pueblo, donde se mantiene el cultivo del olivo.
La ganadería (sobre todo caprina) es hoy casi un recuerdo.
El pueblo se estructura en tres núcleos, uno de ellos deshabitado y en buena parte derruido y, un segundo, en franca decadencia. La zona de mayor pujanza se sitúa en el centro original (alrededor de la iglesia de Las Lástimas, con algunas calles pintorescas, y de allí hacia el puente, zona que, a pesar de la progresiva reducción de población, ha experimentado un cierto crecimiento. En segundo lugar, estaría el denominado "Barrio de Abajo", en declive. El tercer barrio se conocía como "El Teso", sin más vida que la de los recuerdos.

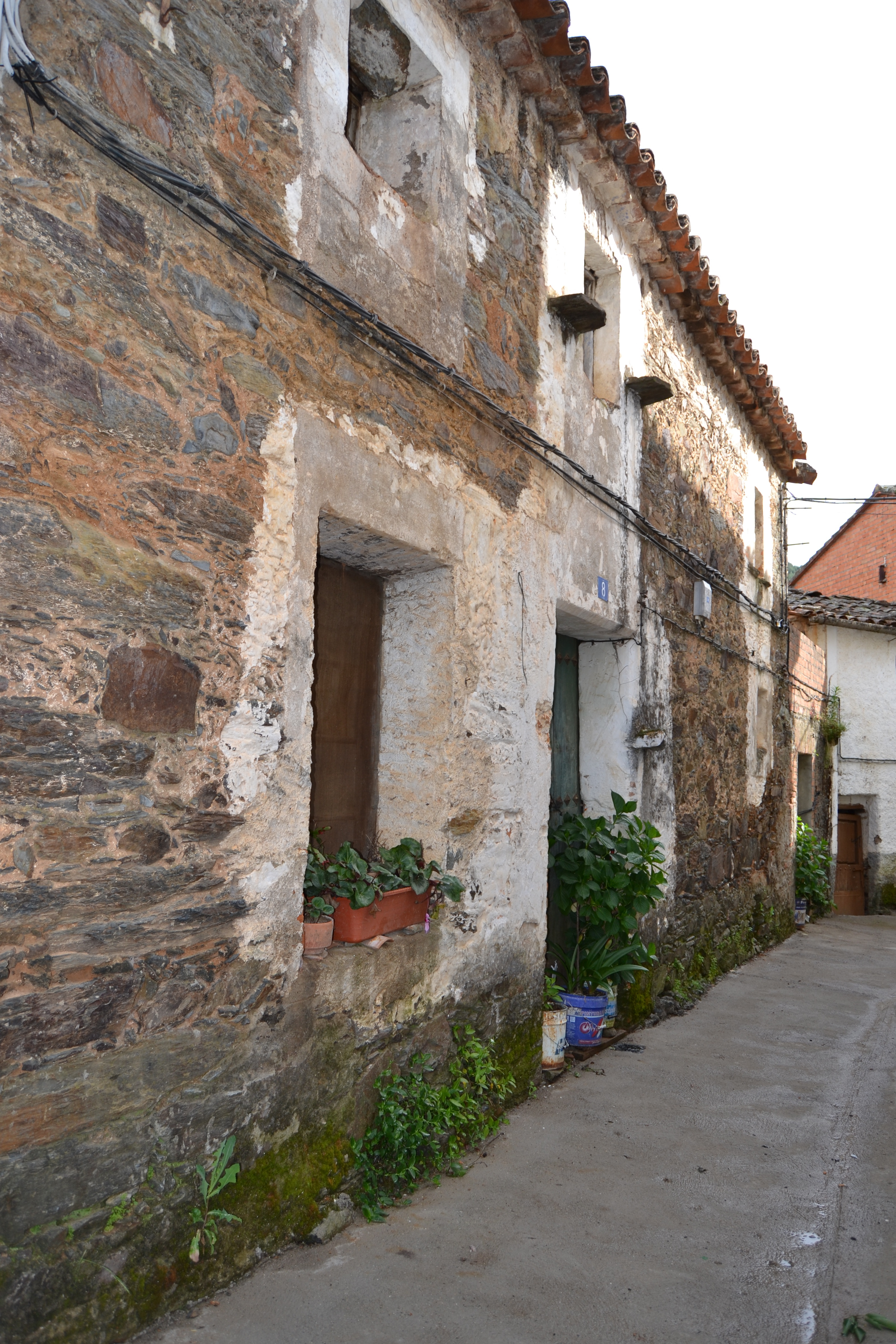
En primer término la antigua casa del cura.

## Lugares de Interés
- Iglesia de Santa Catalina, del siglo XVIII (1700). Se trata de uno de los templos más bellos de la mancomunidad de Las Hurdes y el de mayor valor arquitectónico: La iglesia de santa Catalina, más conocida como iglesia de "Las Lástimas". El nombre, según los maledicentes, viene de la localización de la misma, al ser "una lástima" que se situara en este pueblo y no en otro de mayor potencia y población. Crónicas más benignas, seguramente, más certeras, asocian la denominación al número de fieles que hasta allí acudían para rezar por sus "lástimas.

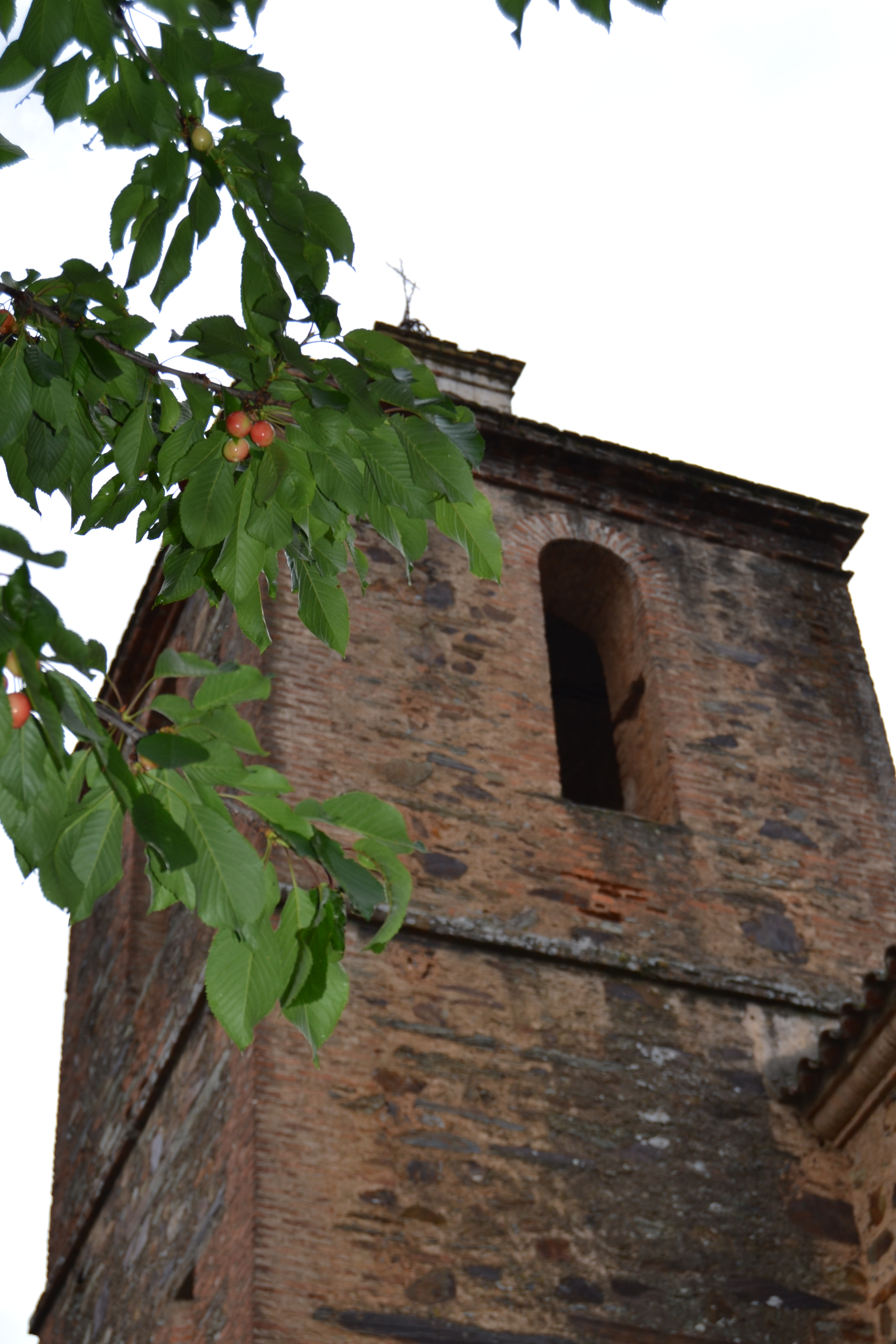
Torre de la iglesia de Santa Catalina, también conocida como de Las Lástimas.

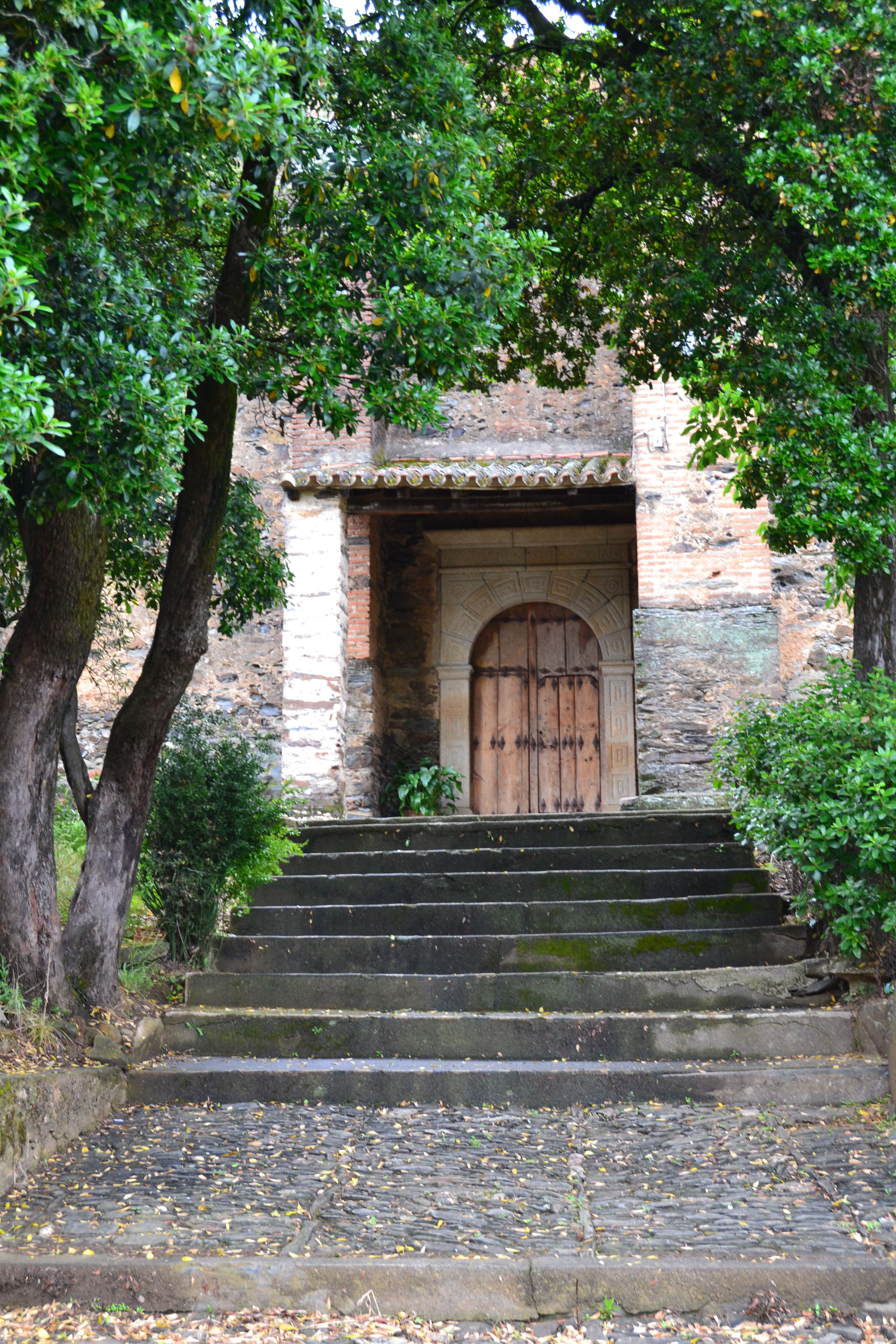
Puerta lateral de la iglesia de Santa Catalina, vista desde la plaza.

## Paisaje
El paisaje está dominado por olivos y pinares, que jalonan las sierras que lo circundan. Existen también vestigios de monte bajo (jaras, tomillos, etc) que perfuman toda la mancomunidad de Las Hurdes con un aroma inconfundible.
La belleza del entorno aconseja tomarse un tiempo para pasear por sus huertas y olivares. En primavera, la naturaleza rompe en flor y las laderas de las suaves colinas que circundan el pueblo se tiñen con una multicolor alfombra. En verano, conviene dejar los paseos para las primeras horas de la mañana y las últimas de la tarde, dadas las fuertes temperaturas que llegan a alcanzarse.

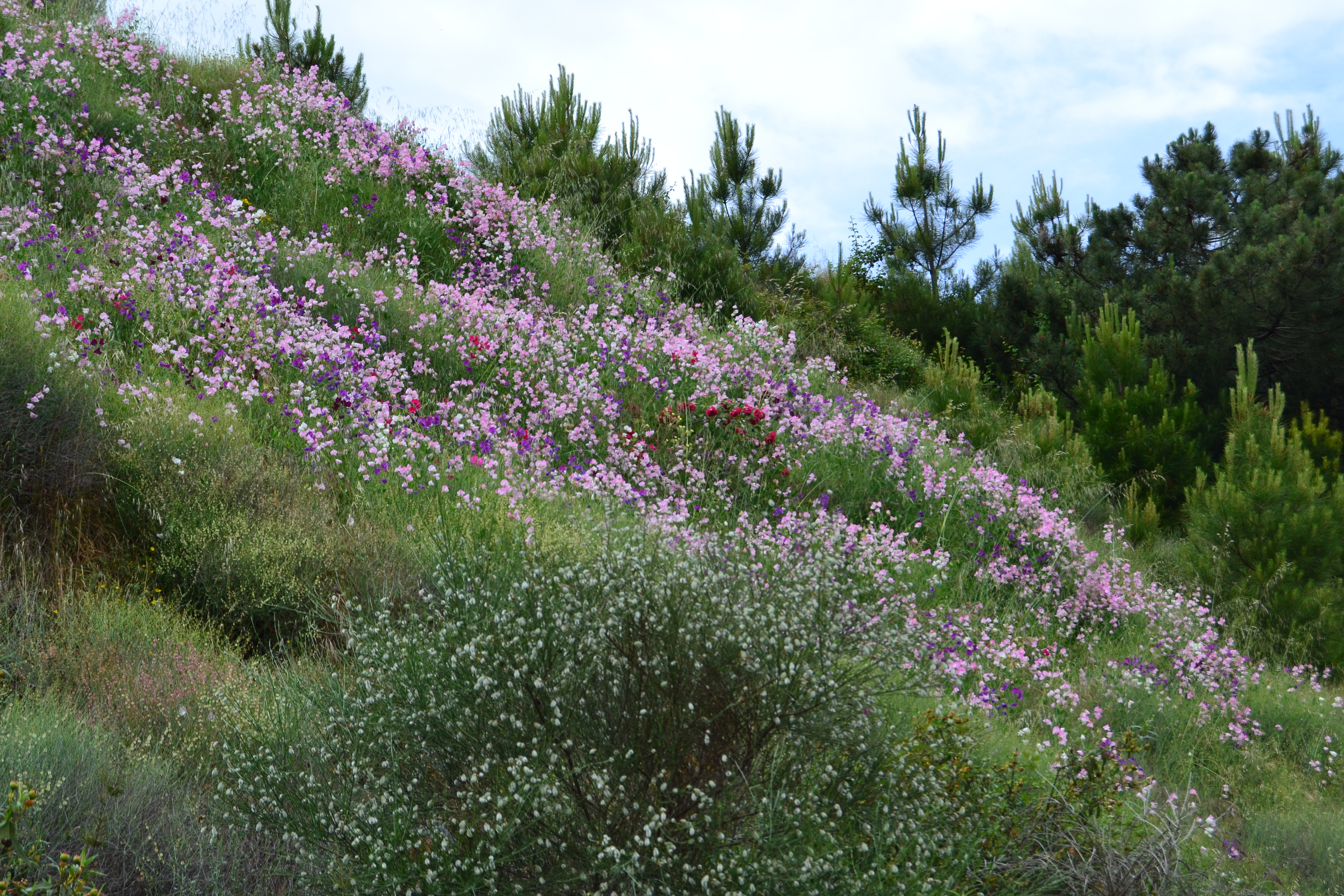
En primavera, la naturaleza estalla en mil colores; en la imagen una ladera en la senda del barrio de Abajo a la Era

## Cultivos
Además de la aceituna (utilizada tanto para aceite como para su consumo en salmuera), la huerta de Cambroncino es rica en verdura, gracias al ingenioso sistema de acequias que irriga sus tierras. Las frutas van desde cerezas, de un dulzor extraordinario, a los higos y brevas, o las pavías y melocotones, manzanas y peras, y una gran variedad de ciruelas. La vid es residual, aunque existen buenas variedades de mesa.

## Demografía
En el año 1981 contaba con 335 habitantes, pasando a 209 en  2008, 207 concentrados en el núcleo principal.